# Cathédrale du Sacré-Cœur de Yokohama
Cette  cathédrale n’est pas la seule cathédrale du Sacré-Cœur.
La cathédrale du Sacré-Cœur est la cathédrale catholique du diocèse de Yokohama. Elle se trouve au Japon dans la ville de Yokohama. Elle est connue aussi en japonais comme l'église de Yamaté . Elle est placée sous le vocable du Sacré Cœur.

## Histoire

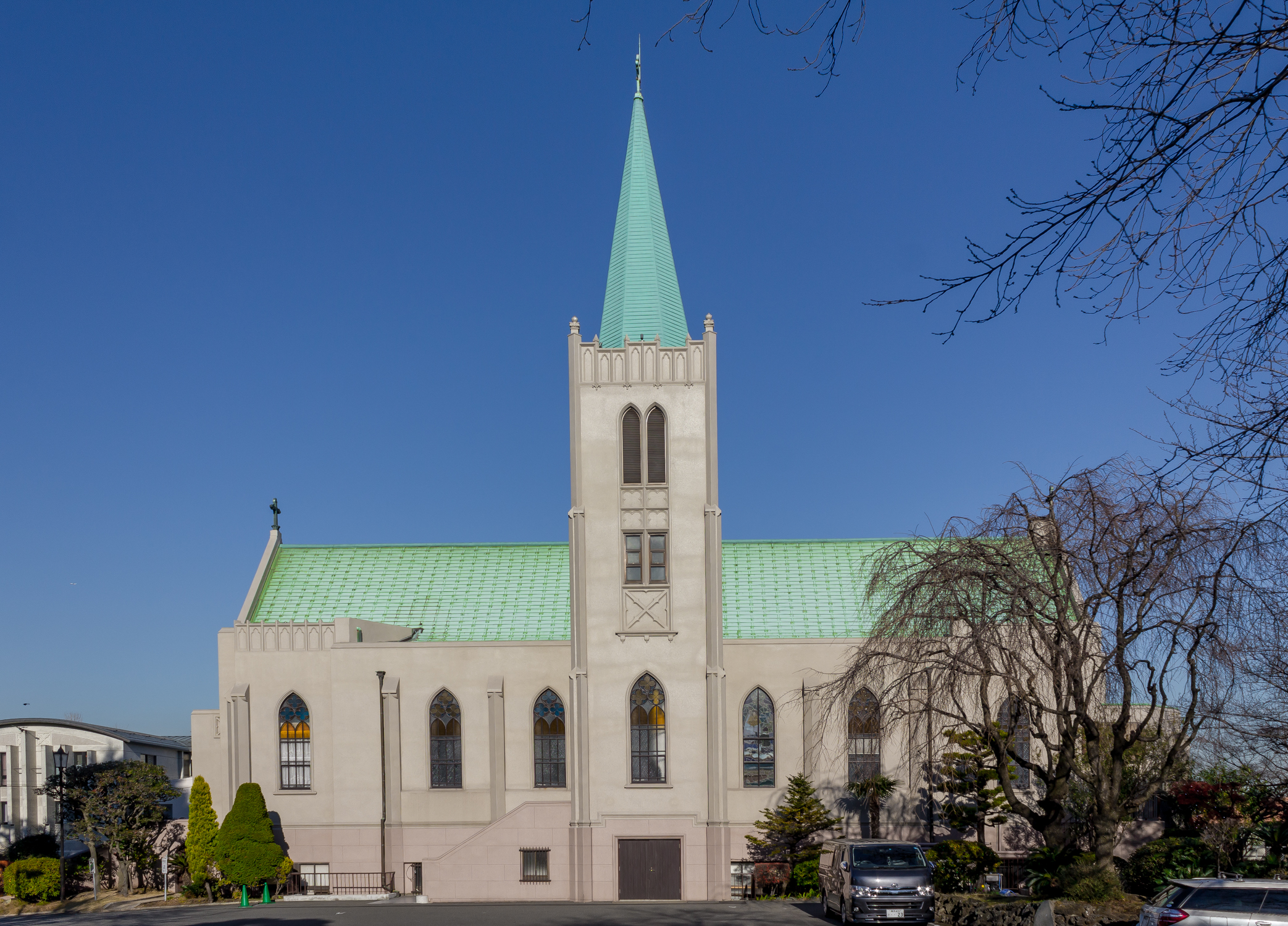
Côté de la cathédrale.

Les pères français des Missions étrangères de Paris font construire une église à Yokohama en 1862, juste après la levée de l'interdiction des cultes étrangers au Japon. Elle se trouve dans le quartier des étrangers. Une autre église, de briques avec deux clochers, est construite à l'emplacement actuel en 1906 ; mais elle est détruite en 1923 par le grand tremblement de terre de Kantō. l'édifice actuel de style néo-gothique est construit par l'architecte tchèque Jan Josef Švagr et terminée en 1933.
Quand le diocèse de Yokohama est érigé en 1937, l'église de Yamaté est instituée comme cathédrale du diocèse, tenu par Mgr Chambon MEP.